# Comté d'Unicoi
Pour la ville située dans le même comté, voir Unicoi.
Le comté d'Unicoi est un comté de l'État du Tennessee, aux États-Unis, fondé en 1875.